# Le Vernet (Alpy Górnej Prowansji)
Vernet – miejscowość i gmina we Francji, w regionie Prowansja-Alpy-Lazurowe Wybrzeże, w departamencie Alpy Górnej Prowansji.

## Demografia
Według danych na rok 1990 gminę zamieszkiwało 110 osób, a gęstość zaludnienia wynosiła 5 osób/km². W styczniu 2015 r. Vernet zamieszkiwało 127 osób, przy gęstości zaludnienia wynoszącej 5,5 osób/km².